# Dileep Rao
Dileep Rao (* 29. Juli 1973 in Los Angeles, Kalifornien) ist ein US-amerikanischer Schauspieler.

## Leben
Dileep Rao wurde im kalifornischen Los Angeles als Sohn indischer Eltern geboren. Sein Vater war ein aus dem indischen Bundesstaat Maharashtra stammender Ingenieur, seine Mutter eine Physikerin. Die Familie zog berufsbedingt oft um, wodurch Rao im Alter von 8 Jahren bereits in mehr als 20 Ländern, darunter Saudi-Arabien, gelebt hatte.
Rao war stets von den Naturwissenschaften fasziniert und begann später ein Studium der Medizin an der University of California, San Diego. Dort belegte er auch einen Schauspielkurs, der sein Interesse am Theater weckte. Bei einer Teilnahme am La Jolla Playhouse Summer Conservatory arbeitete er mit der Tony-Award-Gewinnerin Anna D. Shapiro zusammen. Es folgten Engagements in zahlreichen Theatern, wobei er unter anderem Rollen in Stücken von Charles Busch oder Charles L. Mee übernahm.
Nach Gastauftritten in den Fernsehserien Standoff und Brothers & Sisters folgte 2009 seine erste größere Rolle als Wahrsager Rham Jas in Sam Raimis Horrorfilm Drag Me to Hell. Einem größeren Publikum wurde er durch seine Nebenrollen in James Camerons Avatar – Aufbruch nach Pandora und Christopher Nolans Inception bekannt.

## Filmografie (Auswahl)
- 2006: Standoff (Fernsehserie, 1 Episode)
- 2008: Brothers & Sisters (Fernsehserie, 1 Episode)
- 2009: Drag Me to Hell
- 2009: INST MSGS (Instant Messages) (Kurzfilm)
- 2009: Avatar – Aufbruch nach Pandora (Avatar)
- 2010: Inception
- 2011: The Great Gatsby in Five Minutes (Kurzfilm)
- 2012: Childrens Hospital (Fernsehserie, 1 Episode)
- 2013: Touch (Fernsehserie, 2 Episoden)
- 2014: Murder of a Cat
- 2015: Beeba Boys
- 2015: For the Defense (Fernsehfilm)
- 2015: Z Nation (Fernsehserie, 1 Episode)
- 2015: Con Man (Fernsehserie, 1 Episode)
- 2016: Jeff’s Place (Fernsehserie, 1 Episode)
- 2017: Mr. Robot (Fernsehserie, 1 Episode)
- 2019: Extracurricular Activities
- 2019: Remember Amnesia
- 2022: Avatar: The Way of Water